# فسفرة تأكسدية

سلسلة نقل الإلكترون في الميتوكندريون هي موقع الفسفرة التأكسدية في حقيقيات النوى. الثنائي نوكليوتيد الأدنين وأميد النيكوتين و السكسينات اللذان يتم تكوينهما في حلقة كربس يتم أكسدتهما، لإطلاق الطاقة لتزويد السينثيز الATP بها.

الفسفرة التأكسدية هي مسار استقلابي يستخدم الطاقة الناتجة عن الأكسدة للمواد الغذائية لإنتاج ادينوسين ثلاثي الفوسفات ATP. مع ان كافة أشكال الحياة على الأرض تستخدم مجالا واسعًا من المغذيات المختلفة، فإن الجميع يقوم بإجراء فسفرة تأكسدية إنتاج الادينوسين ثلاثي الفوسفات ATP ، الجزيء الحامل للطاقة من عملية الاستقلاب. يتميز جسم الإنسان بل وجميع حقيقيات النوى بأنها تخزن الطاقة المكتسبة من الغذاء في صورة ادينوسين ثلاثي الفوسفات . فأدينوسين ثلاثي الفوسفات هو«مصدر الطاقة للخلية» ، وبناءا على ذلك تقوم انشطة متتعدة في كل خلية لتكوين وتخزين ATP . عملية هضم الغذاء وعمليات الأيض المختلفة لهضم الكربوهيدرات والبروتينات والدهون ما هي إلا أن تقوم في المقام الأول بتخزين طاقة في صورة ATP لاستخدامه عند احتياج الخلايا له ، وعلى الأخص احتياج الخلايا العضلية للطاقة منه لكي يتحرك الجسم.

في البيولوجيا، الفسفرة التأكسدية هي المرحلة الأخيرة في عملية التنفس الخلوي، العملية المستخدمة لإنتاج الطاقة في الكائنات الهوائية. الفسفرة التأكسدية، والتي تحدث دائما بعد التحلل السكري ودورة كريبس Krebs Cycle (دورة حمض الستريك)، هي المرحلة الحاسمة، الأهم والأكثر فعالية في التنفس الخلوي . مقارنة بالمرحلتين السابقتين، واللتين تنتج من خلالهما جزيئات ATP محدودة، تنتج في عملية الفسفرة التأكسدية 30-36 جزيئة ATP لكل جزيئة جلوكوز مستهلكة.

## مثبطات
| Compounds                   | Use       | Effect on oxidative phosphorylation |
| --------------------------- | --------- | --- |
| سيانيد أحادي أكسيد الكربون  | Poisons   | Inhibit the electron transport chain by binding more strongly than oxygen to the حديد–نحاس center in cytochrome c oxidase, preventing the reduction of oxygen. |
| أوليغومايسين                | مضاد حيوي | Inhibits ATP synthase by blocking the flow of protons through the Fo subunit.                                                                                  |
| CCCP 4،2-ثنائي نترو الفينول | Poisons   | حامل الأيونs that disrupt the proton gradient by carrying protons across the membrane. This uncouples proton pumping from ATP synthesis.                       |
| Rotenone                    | مبيد آفات | Prevents the transfer of electrons from complex I to ubiquinone by blocking to the ubiquinone-binding site.                                                    |

## قراءات أخرى
Introductory
- Nelson DL (2004). Lehninger Principles of Biochemistry (ط. 4th ed). W. H. Freeman. ISBN:0-716-74339-6. {{استشهاد بكتاب}}: |طبعة= يحوي نصًّا زائدًا (مساعدة) والوسيط author-name-list parameters تكرر أكثر من مرة (مساعدة)
- Schneider ED (2006). Into the Cool: Energy Flow, Thermodynamics and Life (ط. 1st ed). University of Chicago Press. ISBN:0-226-73937-6. {{استشهاد بكتاب}}: |طبعة= يحوي نصًّا زائدًا (مساعدة) والوسيط author-name-list parameters تكرر أكثر من مرة (مساعدة)

Advanced
- Nicholls DG (2002). Bioenergetics 3 (ط. 1st ed). Academic Press. ISBN:0-125-18121-3. {{استشهاد بكتاب}}: |طبعة= يحوي نصًّا زائدًا (مساعدة) والوسيط author-name-list parameters تكرر أكثر من مرة (مساعدة)
- Haynie D (2001). Biological Thermodynamics (ط. 1st ed). Cambridge University Press. ISBN:0-521-79549-4. {{استشهاد بكتاب}}: |طبعة= يحوي نصًّا زائدًا (مساعدة)
- Rajan SS (2003). Introduction to Bioenergetics (ط. 1st ed). Anmol. ISBN:8-126-11364-2. {{استشهاد بكتاب}}: |طبعة= يحوي نصًّا زائدًا (مساعدة)
- Wikstrom M (Ed) (2005). Biophysical and Structural Aspects of Bioenergetics (ط. 1st ed). Royal Society of Chemistry. ISBN:0-854-04346-2. {{استشهاد بكتاب}}: |طبعة= يحوي نصًّا زائدًا (مساعدة)

## وصلات خارجية
General resources
- Animated diagrams illustrating oxidative phosphorylation وايلي (ناشر) Concepts in Biochemistry
- Oxidative phosphorylation Metabolic Pathways of Biochemistry, the online reference of metabolism for students and teachers, at جامعة جورج واشنطن
- ATP synthase - the rotary engine in the cell Brief introduction, including videos of microscope images of the enzyme rotating, at معهد طوكيو للتكنولوجيا
- On-line biophysics lectures نسخة محفوظة 2 مايو 2009 على موقع واي باك مشين. Antony Crofts, جامعة إلينوي في إربانا-شامبين

Structural resources
- Animations of the ATP synthase Hongyun Wang and George Oster, جامعة كاليفورنيا
- بنك بيانات البروتينات molecule of the month:
  - ATP synthase
  - Cytochrome c
  - Cytochrome c oxidase
- Interactive molecular models at جامعة فرناندو بيسوا:
  - NADH dehydrogenase
  - succinate dehydrogenase
  - Coenzyme Q - cytochrome c reductase
  - cytochrome c oxidase